# وینسنت پیرز
وینسنت پیرز (انگلیسی: Vincent Pirès؛ زادهٔ ۱۷ نوامبر ۱۹۹۵) بازیکن فوتبال اهل فرانسه است.
از باشگاه‌هایی که در آن بازی کرده‌است می‌توان به باشگاه فوتبال پاریس اشاره کرد.